# Кавасима Ацуси
Кавасима Ацуси (яп. 河島 醇, 20 апреля 1847 — 28 апреля 1911) — японский государственный деятель, губернатор префектур Хоккайдо (1906—1911), Фукуока (1902—1906) и Сига (1899—1902), член Палаты пэров (1903—1911) и Палаты представителей Японии (1890—1897).

## Биография
Родился в Нагататё (ныне район города Кагосима) как старший сын вассала даймё Сацумы. Учился в княжеской школе Дзосикан. Участвовал в войне Босин. В 1869 году поступил в школу Сёхэй, далее учился у Каваты Око, а в декабре 1871 года уехал в Германию учиться у Лоренца фон Штейна.
В марте 1874 года вернулся в Японию. В августе того же года поступил на службу в Министерство иностранных дел. В сентябре был назначен первым секретарём и переведён работать в немецкое представительство. Кроме того, Кавасима работал в русской и австрийской миссиях и вернулся в Японию в августе 1881 года. В октябре того же года стал секретарём Министерства финансов и работал в отделе предложений. Также одновременно занимал должности секретаря по иностранным делам и помощника советника по иностранным делам в законодательном бюро.
С февраля 1882 года по август 1883 года сопровождал Ито Хиробуми в командировке в Европу, где изучал государственное управление у Лоренца фон Штейна. В апреле 1884 года присоединился к исследовательскому отделу Министерства финансов, а также занимал такие должности, как секретарь Министерства финансов, первый начальник налоговой службы.
В марте 1890 года ушёл в отставку, а в июле того же года баллотировался на первых всеобщих выборах в Палату представителей от пятого округа префектуры Кагосима. После чего избирался ещё три раза подряд и находился в должности до июня 1897 года. В это время занимал пост секретаря Либеральной партии.
В июне 1897 года Кавасима стал первым президентом банка Нихон кангё гинко. После чего занимал должности губернатора префектур Сига, Фукуока и Хоккайдо. Кроме того, 15 июля 1903 года был назначен членом Палаты пэров и находился в должности до своей смерти.

## Награды
- Орден Восходящего солнца 5 класса (11 марта 1882)
- Орден Священного сокровища 3 класса (30 июня 1902)
- Орден Восходящего солнца 2 класса (1 апреля 1906)
- Медаль за участие в русско-японской войне (1 апреля 1906)[1]